# Alois Musil

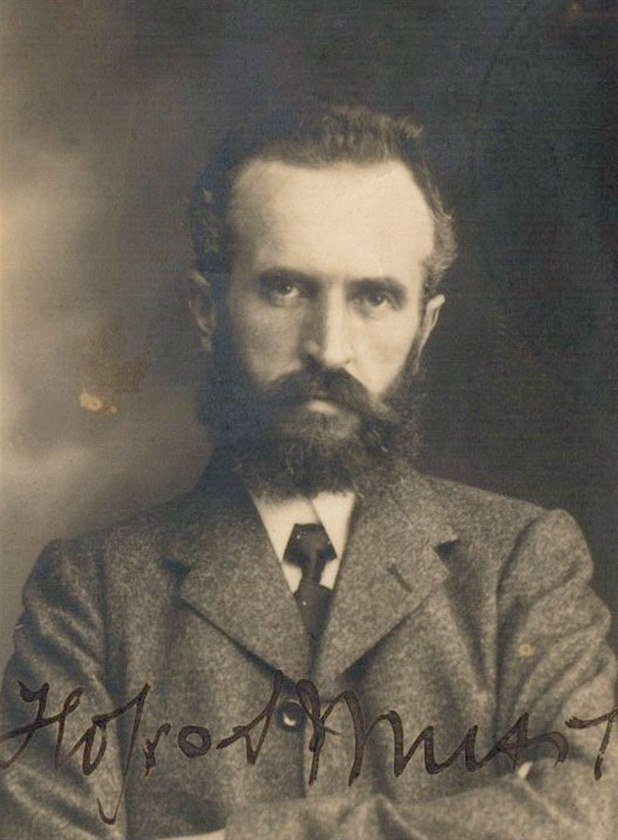
Alois Musil in 1914

Alois Musil (Rychtařov, 30 juni 1868 - Otryby, 12 april 1944) was een Tsjechisch (Moravisch) archeoloog, etnoloog en oriëntalist. Hij wordt gezien als de grondlegger van de Tsjechische archeologie.
Hij studeerde katholieke theologie in Olomouc en werd in 1891 tot priester gewijd. Hij ontwikkelde een grote interesse in de talen van het Nabije Oosten en verkreeg zijn doctoraat in 1895.
Tijdens zijn eerste bezoek (1895-1898) aan het Oosten werkte hij aan de Domincaanse École biblique in Jeruzalem en de Jezuïtische Université St. Joseph te Beiroet. Dit gaf hem de gelegenheid Palestina, Egypte en het huidige Jordanië te bezoeken. Hij bezocht de beroemde ruïnes van Petra. Hij ontdekte het "woestijnkasteel" van Qusayr ʽAmra, gebouwd onder de Umayyaden in de 8e eeuw na Chr. In Europa was men zo verbaasd over de fresco's daar dat hij eerst van bedrog beticht werd, maar dit verleende hem wel bekendheid als onderzoeker. Van 1900-1901 keerde hij er terug met een deskundig schilder die kopieën van de fresco's maakte en dit bewees dat hij niet gelogen had. De volgende reis was naar de noordelijke Hejaz. Hij maakte er de eerste kaart van, die in 1906 gepubliceerd werd. Dit trok de aandacht van het Oostenrijks-Hongaarse leger. Oostenrijk-Hongarije was in die tijd de bondgenoot van Turkije dat de scepter over deze gebieden zwaaide. 
Van 1908-1910 deed hij etnologisch werk onder de Rwala-nomaden die door grote gebieden van het huidige Syrië, Irak, Jordanië en Saudi-Arabië rondtrokken. Zijn cartografische werk werd in 1910 voortgezet langs de Hejaz-spoorlijn in het noordwesten van Saudi-Arabië. 
Tijdens zijn reizen verkende hij veel historische en archeologische plaatsen en hoewel hij nergens aan opgravingen deed, was zijn documentatie van groot belang voor latere archeologen. Dat gold vooral voor plaatsen als Dura Europos.
Met het uitbreken van de Eerste Wereldoorlog trachtte hij tevergeefs de nomaden aan de kant van het Turks-Oostenrijks-Hongaarse bondgenootschap te houden. Hij was zelfs onderdeel van de expeditie die de Habsburgers in 1917 naar het Heilige Land organiseerde. Maar het einde van de oorlog betekende ook het einde van hun invloed in het Oosten.
Vanaf 1920 doceerde Musil Arabische geschiedenis, etnologie en cultuur aan de Karelsuniversiteit in Praag. Hij genoot de steun van Thomas Masaryk, de eerste Tsjecho-Slowaakse president. Hij publiceerde een Engelse versie van Oriental Exploration and Studies en een boek The Manners and Customs of the Rwala Bedouins.